# Distrikt Cachimayo
Der Distrikt Cachimayo liegt in der Provinz Anta in der Region Cusco in Südzentral-Peru. Der Distrikt wurde am 15. Mai 1970 gegründet. Er hat eine Fläche von 43,5 km². Beim Zensus 2017 wurden 3423 Einwohner gezählt. Im Jahr 1993 lag die Einwohnerzahl bei 3402, im Jahr 2007 bei 3705. Sitz der Distriktverwaltung ist die auf einer Höhe von 3423 m gelegene Ortschaft Cachimayo mit 1673 Einwohnern (Stand 2017). Cachimayo liegt 11 km westnordwestlich vom Stadtzentrum der Regionshauptstadt Cusco.

## Geographische Lage
Der Distrikt Cachimayo liegt in den Anden im äußersten Osten der Provinz Anta. Die Nationalstraße 3S von Cusco über Anta nach Abancay führt durch den Distrikt.
Der Distrikt Cachimayo grenzt im Nordosten an den Distrikt Cusco (Provinz Cusco), im Südosten an den Distrikt Poroy (ebenfalls in der Provinz Cusco), im Südwesten an den Distrikt Pucyura, im äußersten Nordwesten an den Distrikt Anta sowie im Norden an den Distrikt Chinchero (Provinz Urubamba).